# Isisnofret
Isisnofret, auch Isisnofret I., war die zweite Große Königliche Gemahlin von Pharao Ramses II. (19. Dynastie). 

## Herkunft
Über die Herkunft der Isisnofret ist so gut wie nichts bekannt. Sie wird nie als „Königstochter“ bezeichnet und stammt deshalb sicherlich nicht aus dem ägyptischen Königshaus. Einen Hinweis zu ihrer Herkunft gibt der Name der ersten Tochter Bintanat, der „Tochter der Anat“ bedeutet. Da Anat eine asiatische Göttin aus dem syrischen Raum war, wird in der Ägyptologie vermutet, dass Isisnofret möglicherweise eine syrische Prinzessin gewesen sein könnte. Ihre beiden Söhne sind schon vor der Thronbesteigung Ramses II. geboren, so dass die Heirat vor diesem Zeitpunkt stattfand.

## Familie und Stellung
Neben Bintanat, der ältesten Tochter des Herrschers, hatte das Herrscherpaar zusammen noch die Tochter Isisnofret sowie die Söhne Ramses, Chaemwaset und Merenptah, den Nachfolger Ramses II. Sie war vielleicht auch die Mutter der Nebettaui. Von Isisnofret sind nicht viele Rundbilder und Abbildungen bekannt. Sie ist selten zusammen mit Ramses II. dargestellt. Auf vielen Darstellungen erscheint dagegen ihr Sohn Chaemwaset, so dass angenommen werden kann, dass sie zu Lebzeiten eine eher untergeordnete Rolle spielte und nur durch ihren Sohn besonders geehrt wurde.

## Tod
Der Zeitpunkt ihres Todes ist umstritten. Auf einem trapezförmigen Granit-Block aus Medinet Madi werden sowohl Chaemwaset als auch die zu diesem Zeitpunkt noch lebende Isisnofret genannt, wobei Chaemwaset den Prädikatstitel „Gerechtfertigter“ trägt. Eine genaue zeitliche Zuordnung lässt sich daraus nicht ableiten, da Chamenwaset in Verbindung von priesterlichen Tätigkeiten als Horus Iunmutef diesen Prädikatstitel ab dem 34. Regierungsjahr von Ramses II. (1246 v. Chr.) trug und damit automatisch das Epitheton des Iunmutef als „Gerechtfertigter“ führte.
Aus dem 36. Regierungsjahr von Ramses II. ist eine Stele mit einer Abbildung der Isisnofret erhalten. Sie hält dort ein Anchzeichen in der Hand, was als Symbol der Vergöttlichung gedeutet werden könnte und die Möglichkeit zulässt, dass sie damals schon verstorben war. Das Grab der Isisnofret ist unbekannt. Das Ostrakon JE 72460 aus dem Tal der Könige mit einer Distanzangabe zwischen dem seinerzeit im Bau befindlichen Grab einer Isisnofret und dem des Prinzen Meriatum (KV5) bezieht sich am wahrscheinlichsten auf die gleichnamige Tochter von Ramses II. Die wahrscheinlichere Möglichkeit, gestützt auf den Fund von Reliefblöcken mit der Namenskartusche der Isisnofret, ist eine Bestattung in Sakkara, wo auch ihr Sohn Chaemwaset wirkte, der ihr besonders verbunden war.